# Kullervo (Sibelius)
Kullervo (de vegades coneguda com la Simfonia de Kullervo), op. 7, és una obra simfònica de cinc moviments per a soprano, baríton, cor masculí i orquestra escrita entre 1891 i 1892 pel compositor finlandès Jean Sibelius. Els moviments I, II i IV són instrumentals, mentre que el III i V inclouen text cantat de Runos XXXV–VI del Kalevala, l'èpica nacional de Finlàndia. La peça explica la història de l'⁣heroi tràgic Kullervo, amb cada moviment que representa un episodi de la seva vida desafortunada: en primer lloc, una introducció que estableix la psicologia del personatge titular; segon, una inquietant "cançó de bressol amb variacions" que retrata la seva infeliç infància; tercer, un diàleg dramàtic entre solistes i cor en què l'heroi sedueix sense saber-ho a la seva germana perduda; quart, un scherzo animat, en què Kullervo busca la redempció al camp de batalla; i cinquè, un final coral fúnebre en què torna al lloc del seu crim incestuós i, ple de culpa, es lleva la vida caient sobre la seva espasa.
La peça es va estrenar el 28 d'abril de 1892 a Hèlsinki amb Sibelius dirigint l'Orquestra Filharmònica de Hèlsinki i un cor d'aficionats; el baríton Abraham Ojanperä i la mezzosoprano Emmy Achté van cantar les parts de Kullervo i la seva germana, respectivament. L'estrena va ser un èxit rotund, de fet, l'avenç definitiu de la carrera naixent de Sibelius i el moment en què la música orquestral es va convertir en el seu mitjà escollit. Els crítics van lloar la confiança i la inventiva de la seva escriptura i van anunciar Kullervo com l'alba de música clàssica clarament finlandesa. El triomf de Sibelius, però, es va deure en part a consideracions extramusicals: en establir el Kalevala en finès i evocar —però no citar directament— la melodia i el ritme del cant del folklore finlandès, havia donat veu a la lluita política per la independència de Finlàndia de la Rússia imperial.
Després de quatre actuacions addicionals —i crítiques cada cop més tèbies— Sibelius va retirar Kullervo el març de 1893, dient que volia revisar-lo. No ho va fer mai, i a mesura que el seu idioma va evolucionar més enllà del romanticisme nacional, va suprimir l'obra. (No obstant això, els moviments individuals es van interpretar unes quantes vegades durant la seva vida, sobretot el tercer l'1 de març de 1935 pel centenari de Kalevala.) Kullervo no va tenir una altra actuació completa fins a les 12 de juny de 1958, nou mesos després de la mort de Sibelius, quan el seu gendre Jussi Jalas el va ressuscitar per a un concert privat gravat a Hèlsinki.
Kullervo evita la categorització òbvia, en part a causa de la indecisió de Sibelius. A l'estrena, tant el programa com la partitura anomenaven la peça com a poema simfònic⁣; no obstant això, Sibelius es va referir a Kullervo com una simfonia tant mentre componia la peça com de nou quan es va retirar i reflexionava sobre la seva carrera. Avui dia, molts comentaristes prefereixen veure Kullervo com una simfonia coral, a causa del seu desplegament de la forma sonata en el primer moviment, la seva unitat temàtica i la presència de material recurrent a través dels moviments. Aquesta perspectiva conceptualitza Kullervo com la "Simfonia núm. 0" de Sibelius i, per tant, amplia les seves contribucions completades al cànon simfònic de set a vuit.
Kullervo s'ha gravat moltes vegades, amb Paavo Berglund i l'⁣Orquestra Simfònica de Bournemouth que van fer l'estrena mundial de l'enregistrament d'estudi el 1970. Una actuació típica dura uns 70-75 minuts, la qual cosa la converteix en la composició més llarga de Sibelius.

## Història

### Estrena
Els preparatius per a una obra tan massiva com Kullervo de Sibelius van estendre els recursos musicals de Hèlsinki fins al límit: els copistes es van esforçar per escriure les parts, mentre que els organitzadors van contractar músics addicionals perquè l'⁣Associació Orquestral de Hèlsinki només estava formada per trenta-vuit membres permanents. A més, la ciutat no tenia cap cor professional, per la qual cosa es van reunir una quarantena de vocalistes aficionats del cor de la Universitat i del cor d'estudiants de l'escola d'orgue i de la parròquia de Hèlsinki. Els assajos també van ser un repte: els músics, la majoria dels quals eren alemanys, no només veien Sibelius com un neòfit, sinó que també tenien poca comprensió de l'herència nacional de la qual es basava Kullervo; alguns d'ells fins i tot van riure amb burla quan van començar a veure les seves parts i quan els solistes cantaven. Parlant una barreja de finès, suec i alemany segons calia, Sibelius es va guanyar gradualment els seus intèrprets gràcies a la força de la seva personalitat; com va recordar un vocalista, "Dubtàvem que poguéssim aprendre les nostres parts... [però] el mateix compositor jove venia a fer assajos especials amb nosaltres. Això va augmentar la nostra autoestima. I va venir. Els seus ulls estaven encesos! Era aquell foc inspirador del qual parlen els poetes”.
Kullervo es va estrenar el 28 d'abril de 1892 en un concert de públic exhaurit a la Sala de Cerimònies de la Universitat Imperial Alexandre de Finlàndia, Sibelius —inicialment pàl·lid i tremolant— dirigia. Els solistes van ser la mezzosoprano finlandesa Emmy Achté i el baríton Abraham Ojanperä. El públic —una barreja del públic habitual que assisteix a concerts i de patriotes per ser un espectacle nacionalista— va rebre dos fulletons: primer, un programa en suec que descrivia Kullervo com un "poema simfònic" ("symfonisk dikt."); i segon, text en finès (amb una traducció sueca) de The Kalevala for Movements III i V, així com un lema que va ajudar a contextualitzar el Moviment instrumental IV. En particular, aquesta va ser la primera vegada a la història que un públic de concerts havia rebut un text en finès. Tot i que l'orquestra va dominar a Ojanperä i Achté, l'actuació va ser un èxit: els aplaudiments entusiastes van esclatar després de cada moviment i, al final, Kajanus va obsequiar Sibelius amb una corona de llorer amb cintes blaves i blanques que citava línies profètiques. 615–616 de Runo L de The Kalevala : "Així ara funcionarà el futur / Al nou curs, netejat i llest". L'endemà, Kullervo va rebre la seva segona actuació —de nou sota la batuta de Sibelius— en un concert matinal, i el 30 d'abril, Kajanus va dirigir el quart moviment en un concert popular que va concloure la temporada.

### Abstinència i supressió parcial
Després dels concerts de 1892, Sibelius es va casar amb Aino el 10 de juny a la casa d'estiueig Järnefelt a Tottesund, Vöyri (Vörå), l'èxit de Kullervo devia convencer els pares d'Aino (i la mare de Sibelius) que podria mantenir la seva filla. Per satisfer l'"anhel de la natura salvatge" de Sibelius, la parella va fer una lluna de mel al poble de Lieksa al llac Pielinen, a Carèlia. (Més tard, Sibelius va afirmar que en aquest moment va ser quan va conèixer Paraske per primera vegada.) Al voltant d'aquesta època, Sibelius va enviar per correu el manuscrit autògraf de Kullervo al seu amic, el dramaturg suec Adolf Paul, a Viena; havien esperat interessar el director austríac Felix Weingartner per la peça, però res va sortir com el previst. Els dies 6, 8 i 12 de març de 1893, la Societat Orquestral va tornar a interpretar Kullervo sota la batuta de Sibelius, amb Ojanperä i Achté repetint els seus papers. Els crítics van rebre aquests concerts amb fredor, culpant l'obra per la seva durada excessiva, les dissonàncies discordants i l'orquestració inexperta. Després, Sibelius va retirar Kullervo, dient que volia revisar-la. No ho va fer i, a mesura que van passar els anys, es va centrar en altres projectes, deixant de banda Kullervo. El 1905, Kajanus va agafar en préstec la partitura per a un actuació el 5 de febrer del Moviment IV en un concert patriòtic celebrant el Dia de Runeberg.
El 1915, Sibelius va escriure a Kajanus demanant-li que li retornés el manuscrit autògraf de Kullervo, que era llavors l'única còpia. L'impuls d'aquesta petició va ser doble. En primer lloc, el compositor i estudiós Erik Ruruhjelm havia començat a escriure una biografia en llengua sueca en honor al semicentenari de Sibelius; per continuar el llibre, calia examinar el treball que havia iniciat la carrera de Sibelius. En segon lloc, un article del 15 d'gost sobre Kajanus a Hufvudstadsbladet havia enumerat un "Kullervo" entre les seves composicions; havent probablement oblidat que Kajanus efectivament havia escrit una peça anomenada Marxa fúnebre de Kullervo el 1880, un paranoic Sibelius "va saltar a la conclusió" que Kajanus s'havia apropiat de Kullervo com a seu. Sorprenentment, Kajanus havia equivocat la partitura després del concert de 1905, i es va produir una caça "demolidora". Quan les cerques a les biblioteques de l'Orquestra Filharmònica de Hèlsinki i de l'Institut de Música van resultar infructuoses, un "completament místic" Kajanus va començar a preocupar-se que "algun col·leccionista de manuscrits boig [podria] haver robat la partitura". Esgotada la paciència, Sibelius en el seu diari va contemplar la possibilitat d'una conspiració: "Carta de [Kajanus]. No s'ha tingut ni la més mínima cura de Kullervo o —això és més probable— l'ha cremat un dels membres de l'orquestra que pertany a la camarilla que l'envolta". Al desembre, Kajanus va localitzar el manuscrit a la seva biblioteca personal. Al voltant de 1916, Sibelius va dipositar el manuscrit a la Biblioteca de la Universitat de Hèlsinki per guardar-lo, només per vendre'l a la Societat Kalevada a principis dels anys vint per tal d'abordar la seva greu situació financera.
Una dècada més tard, Cecil Gray, el primer biògraf de Sibelius en llengua anglesa i defensor de la seva música a Gran Bretanya, va informar que Sibelius li havia dit que Kullervo probablement romandria sense revisar:
| « | He confesses to being not entirely satisfied with the work as it stands, and while admitting that he might conceivably be able to remedy the more outstanding defects by rewriting it here and there he is nevertheless disinclined to do so, being of the opinion that the faults and imperfections of a work are often so intimately bound up with its very nature, that an attempt to rectify them without impairing it as a whole must almost inevitably fail ... The only really satisfactory method of re-writing a work is to recast it from beginning to end, and Sibelius no doubt feels that he is more profitably engaged in writing new works than in re-writing old ones ... The chances are, then, that Kullervo will never see the light of day. | » |

No obstant això, a principis de 1935, mentre Finlàndia es preparava per celebrar el centenari de la publicació de Kalevala, Armas Väisänen —l'etnomusicòleg i secretari general del festival— va aconseguir la benedicció de Sibelius per fer representar el tercer moviment de Kullervo sota la batuta de Georg Schnéevoigt. (Väisänen havia dut Schnéevoigt a la Biblioteca de la Universitat de Hèlsinki per examinar el manuscrit autògraf; el director no va trobar que Kullervo estigués a l'alçada de les obres madures de Sibelius i només estava disposat a dirigir el Moviment III.) El concert es va celebrar l'1 de març al recentment construït Messuhalli, que es va "omplir de gom a gom". Els intèrprets eren la Filharmònica de Hèlsinki i un cor format per l'YL Male Voice Choir i Laulu-Miehet, amb el tenor Väinö Sola (que va substituir quan el baríton Oiva Soini va emmalaltir abans de l'assaig general) i la soprano lírica Aino Vuorjoki com a solistes. En una revisió per a la Helsingin Sanomat, Evert Katila va escriure que, tenint en compte les rebudes càustiques que Kullervo va rebre el 1893, el Moviment III "sorprèn per la seva claredat, senzillesa i bellesa subtil". Tanmateix, va criticar els solistes com a lamentablement inadequats pel que fa al timbre i a la interpretació dramàtica: "[ells] no van fer justícia plena a la composició".
L'última vegada que es va interpretar qualsevol moviment de Kullervo durant la vida de Sibelius va ser l'any 1955 en el noranta aniversari del compositor, quan fi va dirigir l'⁣Orquestra Filharmònica de Turku en el Moviment IV. Tanmateix, a la primavera de 1957, pocs mesos abans de la seva mort, Sibelius va arranjar per a baix i orquestra el monòleg final del baríton: —El lament de Kullervo (Kullervon valitus)— del Moviment III. En aquest moment, el tremolor de la mà de Sibelius s'havia fet tan greu que ell mateix no podia escriure les notes; en canvi, va dictar l'orquestració al seu gendre Jussi Jalas. L'impuls per tornar a Kullervo havia estat una petició del baix-baríton finlandès Kim Borg per a una cançó de Sibelius. Borg va estrenar El lament de Kullervo el 14 de juny a Hèlsinki durant la Setmana Sibelius, amb Jalas dirigint l'⁣Orquestra Simfònica de la Ràdio Finlandesa.

### Renaixement pòstum
Sibelius va morir el 20 de setembre de 1957. Nou mesos després, el 12 de juny de 1958, Kullervo va rebre la seva primera actuació completa del segle XX en un concert privat a la Sala de la Universitat, que el govern finlandès havia organitzat en honor a la visita d'estat del rei de Dinamarca Frederic IX; el president finlandès Urho Kekkonen també hi va ser present. Jalas va dirigir l'Orquestra Filharmònica i Laulu-Miehet, amb el baríton Matti Lehtinen i la soprano Liisa Linko-Malmio com a solistes. El concert es va gravar, per primer cop', i se'n va regalar una còpia al rei danès. L'endemà, com a part de la Setmana Sibelius, Jalas va repetir Kullervo per a un concert públic celebrat a Messuhalli. Escrit a Helsingin Sanomat, Martti Vuorenjuuri va descriure Kullervo com "un salt sorprenent lluny de tota la música que el va precedir" amb "temes [que] tenen força èxit, de vegades fins i tot enginyosos"; no obstant això, va culpar a Sibelius per una "dispersa ... arquitectura" i va predir que, si bé els fragments de Kullervo serien adequats per al repertori de concerts, la peça "del tot no es convertirà en art viu".
Dues produccions addicionals de Kullervo també tenen importància històrica. Primer, l'estrena mundial de Kullervo fora de Finlàndia va ser el 19 de novembre de 1970 a Bournemouth, Anglaterra, amb Paavo Berglund dirigint la Bournemouth Symphony Orchestra i el YL Male Voice Choir; els solistes van ser el baríton Usko Vitanen i la mezzosoprano Raili Kostia. L'endemà, Berglund va repetir Kullervo al Royal Festival Hall de Londres. Escrivint per The Times, William Mann va elogiar Kullervo com a "dramàticament apassionant", amb "l'escriptura coral [... que] és severa i monolítica, sovint poderosa, i ... eloqüents solos per al germà i la germana"; també va descriure Sibelius com "un experimentador musical dotat, amb un sentit tan fort del disseny com del caràcter temàtic". A The Guardian, Edward Greenfield va caracteritzar Kullervo com una obra d'"originalitat sorprenent" i "escala mahleriana" En segon lloc, el 10 de març de 1979, Kullervo va rebre la seva estrena americana a l'Uihlein Hall de Milwaukee, amb Kenneth Schermerhorn dirigint la Milwaukee Symphony Orchestra i el Wisconsin Conservatory Symphony Chorus ; el baríton Vern Shinall i la mezzosoprano Mignon Dunn van ser els solistes. En una ressenya per <i id="mwAWQ">a The Milwaukee Journal</i>, Roxane Orgill va criticar Sibelius com a "conversador de llarga durada" i va descartar Kullervo per haver "vagat sense rumb ... es podria argumentar que la partitura mai s'hauria d'haver desempolsat". El 13 d'abril, la tripulació de Schermerhorn (tot i que amb el West Minster Men's Choir substituint) va tocar Kullervo al Carnegie Hall de Nova York. A The New York Times, Raymond Ericson va trobar Kullervo "verbós i molt desigual. No obstant això ... té el so únic de Sibelius, molt colorit, fosc sonor ... i les línies melòdiques tenen un sabor popular que les fa força belles".
Inicialment, hi va haver un cert debat sobre la conveniència d'interpretar una obra que Sibelius va retirar, no va revisar i va deixar inèdita. Santeri Levas, secretari privat de Sibelius entre 1938 i 1957, va escriure que el concert de Jalas va ser "en contra del desig expressat del mestre recentment mort". L'evidència en suport d'aquesta perspectiva és que Sibelius denegava regularment les sol·licituds d'actuació. Per exemple, quan el 31 d'agost de 1950 Olin Downes —el crític musical de The New York Times i "apòstol" de Sibelius— va escriure al compositor per assegurar l'estrena nord-americana sw Kullervo, Sibelius es va negar en una eesposta del 5 de setembre. "Encara em sento profundament per aquest treball meu juvenil", va explicar Sibelius. "Potser això explica el fet que no m'agradaria que es representés a l'estranger durant una època que em sembla tan allunyada de l'esperit que representa Kullervo ... No estic segur que el públic modern sigui capaç de situar-ho en la seva perspectiva adequada ... fins i tot al meu país m'he negat a fer-la produir". No obstant això, Erik Tawaststjerna, el biògraf més expansiu de Sibelius, va argumentar que el renaixement pòstum de Kullervo "certament no estava en conflicte amb els darrers desitjos [de Sibelius]", ja que abans de la seva mort "es va reconciliar amb la idea que tota la simfonia podria ser recollida ... i finalment ho va acceptar com una cosa força natural".

## Instrumentació
Kullervo està escrita per a soprano, baríton, cor masculí (tenors i barítons) i orquestra. El cor canta als Moviments III i V, mentre que els solistes només apareixen al III. L'orquestra inclou els següents instruments:
- Vent fusta : piccolo, 2 flautes, 2 oboès, corn anglès, 2 clarinets (en la i si ♭), clarinet baix (en si ♭) i 2 fagots
- Metall : 4 trompes (en re, mi i fa), 3–4 trompetes (en re, mi i fa), 3 trombons i tuba
- Percussió : timbals, triangle i plats
- Cordes : violins, violes, violoncels i contrabaix

Sibelius no va publicar Kullervo en vida, i durant moltes dècades la partitura només va existir en l'original autògraf. Entre 1932 i 1933, mentre Finlàndia es preparava per al jubileu de Kalevala de 1935, Sibelius va fer copiar la partitura —per al seu ús personal— pel violinista Viktor Halonen. Després de la mort del compositor, Breitkopf & Härtel van obtenir els drets de Kullervo el 1961 i van publicar la còpia d'Halonen (amb esmenes) cinc anys més tard. Una edició crítica de Kullervo, editada per la musicòloga Glenda Dawn Goss, va arribar el 2005; la seva obra es basa en el manuscrit autògraf, així com en les parts orquestrals i corals originals (conservades al Museu Sibelius de Turku) i arranjaments piano-vocals dels moviments III i V que Sibelius va utilitzar per als assajos (conservat a la Biblioteca Nacional de Finlàndia a Hèlsinki, a la qual va traslladar la seva finca als anys vuitanta).

## Estructura
Cadascun dels cinc moviments presenta una part de la vida de Kullervo, basada en el cicle Kullervo del Kalevala. Els moviments un, dos i quatre són instrumentals. El tercer i el cinquè contenen diàlegs cantats del poema èpic. El treball dura més d'una hora. Alguns enregistraments recents oscil·len entre 70 i 80 minuts.
1. Introducció
Aquest moviment evoca l'heroic passat del llegendari escenari finlandès, així com el personatge Kullervo, una figura complexa i tràgica.
2. Joventut de Kullervo
Aquest moviment reflecteix el to ombrívol dels Runos 31 al 33 del Kalevala. Kullervo està marcat per la tragèdia des del naixement, i passa la seva joventut principalment en esclavitud.
3. Kullervo i la seva germana
El baríton i la mezzosoprano representen el protagonista i la seva germana, mentre que el cor masculí fa l'escenari i ofereix comentaris. Kullervo es troba amb tres dones i intenta seduir-les sense èxit, abans d'aconseguir-ho amb la tercera, només per adonar-se massa tard que és la seva germana perduda. Quan ella s'assabenta de la veritat, salta a un rierol i s'ofega. Kullervo lamenta el seu crim i la mort de la seva germana.
4. Kullervo va a la batalla
Kullervo intenta expiar el seu crim buscant la mort al camp de batalla.
5. La mort de Kullervo
Un cor masculí inquietant explica la mort de Kullervo. Involuntàriament, arriba al lloc on va violar la seva germana, marcat per l'herba morta i la Terra nua on la natura es nega a renovar-se. S'adreça a la seva espasa i li pregunta si està disposada a beure sang culpable. L'espasa respon, i Kullervo cau sobre la seva espasa.

## Anàlisi

### RectegoritzantKullervocom a simfonia
Sibelius es va convertir en un dels simfonistes més importants de principis del segle XX: les seves set simfonies numerades, escrites entre 1899 (la Simfonia núm. 1 en mi menor, op. 39) i 1924 (la Simfonia núm. 7 en do major, op. 105), són el nucli de la seva obra i els incondicionals del repertori de concerts. No obstant això, el cicle estàndard és anterior a dos projectes que Sibelius, durant el procés compositiu, va denominar "simfonies". Primer, el 1891, Sibelius va escriure l'obertura en mi major (JS 145) i Scène de ballet (JS 163), que havia pensat com els dos moviments inicials d'una simfonia abans d'abandonar el seu pla. En segon lloc, el 1891 i principis de 1892, Sibelius va etiquetar contínuament Kullervo com a "simfonia" (" symfoni") en cartes a Aino Järnefelt, Kajanus i Wegelius, abans de decidir-se pel "poema simfònic" ("symfonisk dikt") per a l'estrena d'abril, un títol que van compartir anuncis de diaris i programes. Sibelius probablement "es va desdir" de l'antiga classificació a causa tant de la naturalesa programàtica de Kullervo, com del desplegament d'una estructura híbrida en la qual una "escena quasi operàtica" essencialment "interromp" un treball "normal" fins a aquest punt per a l'orquestra.
No obstant això, quan es va retirar mentre reflexionava sobre la seva carrera, Sibelius va tornar a descriure Kullervo com una simfonia. Per exemple, el 1945 la ciutat de Loviisa va demanar la benedicció de Sibelius per a una placa en el seu honor que incloïa a la seva descripció "[aquí] Jean Sibelius va compondre la seva Suite Kullervo". El 27 de febrer, Sibelius va enviar la següent correcció: "Simfonia Kullervo (no suite)" (èmfasi i subratllat a l'original). Presumiblement, si encara considerés l'obra un poema simfònic, podria haver-ho escrit. A més, més tard en la vida, Sibelius va admetre que, de fet, havia escrit nou simfonies, Kullervo i la Suite Lemminkäinen (op. 22) inclosos.
La denominació del poema simfònic ha semblat inadequat a molts comentaristes; un primer exemple és que, després d'examinar la partitura el 1915, Furuhjelm va re-conceptualitzar Kullervo com un "drama èpic" en dos actes (Moviments III i V), amb dos preludis (I i II) i un intermezzo (IV). Amb més freqüència, però, els estudiosos han categoritzat Kullervo com una simfonia coral, descendent de la Novena de Beethoven (1824), Roméo et Juliette (1839) de Berlioz i Dante (1856) i Faust (1857) Liszt, així com la contemporània Simfonia de la Resurrecció de Mahler (1894). Aquesta perspectiva posa èmfasi en la cohesió interna de l'obra i la seva fidelitat a la pràctica simfònica establerta. Com ha argumentat Tawaststjerna:
| « | Els tres moviments purament orquestrals ... segueixen patrons tradicionals: en forma de sonata, rondó i scherzo, mentre que en els dos moviments corals ... Sibelius escriu lliurement de manera durchkomponiert com ho va fer, per exemple, Lizst a la Simfonia de Dante. La coexistència d'aquestes dues estructures formals serveix per donar a l'obra una mica de la seva tensió interior i el seu contrast... Sibelius aconsegueix mantenir junts aquests elements diversos de manera notable: al final recorda temes de moviments anteriors i tan eficaçment completa el cicle simfònic. Una altra font de força és la unitat de la mateixa substància temàtica: les idees principals semblen pertànyer les unes a les altres. | » |

De la mateixa manera, el veredicte de Layton és que, tot i que a Kullervo Sibelius "abraça conceptes que, en sentit estricte, es troben fora del rang de la simfonia clàssica normal", com ara el moviment III—ho fa "sense sacrificar [els] modes essencialment orgànics de procediment" que caracteritzen el procés simfònic. Goss coincideix, escrivint en el prefaci a l'edició completa de Kullervo, "Les nombroses i inequívoques observacions del compositor sobre la música, així com les seves característiques estructurals específiques ... deixa poc dubte que Kullervo no és només la primera gran obra simfònica de Sibelius: és la seva primera simfonia", o com l'han anunciat des de llavors Breitkopf & Härtel, un de facto "Simfonia núm. 0".

## Discografia

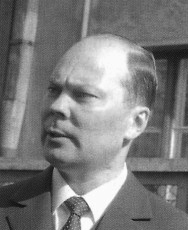
El 1970, Paavo Berglund va fer l'estrena mundial de l'enregistrament d'estudi de Kullervo.

El director finlandès Paavo Berglund i l'Orquestra Simfònica de Bournemouth van fer l'estrena mundial de l'enregistrament d'estudi l'any 1970 (estrena de 1971; distribuïdor nord-americà: Angel Records SB-3778⁣; distribuïdor britànic: His Master's Voice SLS 807/2). En un esforç per "guanyar l'equilibri" entre solistes i orquestra, Berglund, segons el "valuós" consell de Jalas, va fer modificacions a la partitura, corregint el que havia percebut que era "l'orquestració poc pràctica" de Sibelius i "alguns passatges [que eren] maldestres o fins i tot impossibles de tocar". Al Moviment III, per exemple, Berglund va canviar l'orquestració original del Lament de Kullervo per la reorquestració de Sibelius de 1957, encara que transposada a la tonalitat original. Escrivint per a The Musical Times, Hugh Ottaway va aplaudir l'enregistrament pel seu "fort sentit de l'ocasió", assenyalant que "l'entusiasme de Berglund ha aportat una actuació brillant i dedicada ... [això] podria ser una revelació. És un triomf per a tots els interessats". El 1985, Berglund —ara amb l'Orquestra Filharmònica de Hèlsinki— va gravar Kullervo per segona vegada.
El febrer de 2021, Kullervo ja s'ha gravat vint vegades, la més recent de les quals data de l'agost de 2018 i és pel director finlandès Hannu Lintu i l'⁣Orquestra Simfònica de la Ràdio Finlandesa. Pel que fa als superlatius, altres dos directors finlandesos, Leif Segerstam i Osmo Vänskä, així com el britànic Sir Colin Davis, s'han unit a Berglund per haver gravat la simfonia dues vegades. Entre els vocalistes, el baríton finlandès Jorma Hynninen i la soprano finlandesa Johanna Rusanen han cantat els papers de Kullervo i la seva germana, respectivament, quatre vegades; i en sis actuacions, el YL Male Voice Choir ostenta el rècord entre els cors. Finalment, l'Orquestra Filharmònica de Hèlsinki, l'Orquestra Simfònica de la Ràdio Finlandesa i l'⁣Orquestra Simfònica de Londres tenen conjuntament el rècord d'orquestra, en dues actuacions cadascuna.
La taula que es pot ordenar a continuació enumera els vint enregistraments disponibles comercialment de Kullervo :
| No. | Conductor           | Orchestra                              | Kullervo                | Sister              | Male choir(s)                                            | Rec.  | Time  | Recording venue            | Label              | Ref.   |
| --- | ------------------- | -------------------------------------- | ----------------------- | ------------------- | -------------------------------------------------------- | ----- | ----- | -------------------------- | ------------------ | ------ |
| 1   | Paavo Berglund (1)  | Bournemouth Symphony Orchestra         | Usko Viitanen           | Raili Kostia        | YL Male Voice Choir (1)                                  | 1970  | 71:45 | Southampton Guildhall      | EMI Classics       | [ o ]  |
| 2   | Paavo Berglund (2)  | Helsinki Philharmonic Orchestra (1)    | Jorma Hynninen (1)      | Eeva-Liisa Saarinen | YL Male Voice Choir (2) Estonian National Male Choir (1) | 1985  | 71:46 | Kulttuuritalo              | EMI Classics       | [ p ]  |
| 3   | Neeme Järvi         | Gothenburg Symphony Orchestra          | Jorma Hynninen (2)      | Karita Mattila      | Laulun Ystävät Male Choir (1)                            | 1985  | 68:49 | Gothenburg Concert Hall    | BIS                | [ q ]  |
| 4   | Esa-Pekka Salonen   | Los Angeles Philharmonic Orchestra     | Jorma Hynninen (3)      | Marianne Rørholm    | YL Male Voice Choir (3)                                  | 1992  | 70:14 | Royce Hall                 | Sony Classical     | [ r ]  |
| 5   | Leif Segerstam (1)  | Danish National Symphony Orchestra     | Raimo Laukka (1)        | Soile Isokoski (1)  | DR Koncertkoret                                          | 1994  | 75:50 | Danish Radio Concert Hall  | Chandos            | [ s ]  |
| 6   | Eri Klas            | Sibelius Academy Symphony Orchestra    | Tarmo Tamjärv           | Johanna Rusanen (1) | Sibelius Academy Male Chorus                             | 1995L | 74:50 | [Unknown], Järvenpää       | Sibelius Academy   | [ u ]  |
| 7   | Jukka-Pekka Saraste | Finnish Radio Symphony Orchestra (1)   | Jorma Hynninen (4)      | Monica Groop (1)    | Polytech Choir (1)                                       | 1996  | 69:46 | Kulttuuritalo              | Finlandia          | [ v ]  |
| 8   | Jorma Panula        | Turku Philharmonic Orchestra           | Esa Ruuttunen           | Johanna Rusanen (2) | Laulun Ystävät Male Choir (2)                            | 1996  | 72:34 | Turku Concert Hall         | Naxos              | [ w ]  |
| 9   | Sir Colin Davis (1) | London Symphony Orchestra (1)          | Karl-Magnus Fredriksson | Hillevi Martinpelto | London Symphony Chorus (1)                               | 1996  | 80:59 | Walthamstow Assembly Hall  | RCA Red Seal       | [ x ]  |
| 10  | Paavo Järvi         | Royal Stockholm Philharmonic Orchestra | Peter Mattei (1)        | Randi Stene         | Estonian National Male Choir (2)                         | 1997  | 78:29 | Stockholm Concert Hall     | Virgin Classics    | [ y ]  |
| 11  | Osmo Vänskä (1)     | Lahti Symphony Orchestra               | Raimo Laukka (2)        | Lilli Paasikivi (1) | YL Male Voice Choir (4)                                  | 2000  | 80:34 | Sibelius Hall              | BIS                | [ z ]  |
| 12  | Sir Colin Davis (2) | London Symphony Orchestra (2)          | Peter Mattei (2)        | Monica Groop (2)    | London Symphony Chorus (2)                               | 2005L | 72:12 | Barbican Centre            | LSO Live           | [ aa ] |
| 13  | Ari Rasilainen      | Staatsphilharmonie Rheinland-Pfalz     | Juha Uusitalo           | Satu Vihavainen     | Helsinki Academic Male Choir KYL                         | 2005  | 72:52 | Pfalzbau                   | cpo                | [ ab ] |
| 14  | Robert Spano        | Atlanta Symphony Orchestra             | Nathan Gunn             | Charlotte Hellekant | Atlanta Symphony Men's Chorus                            | 2006  | 71:47 | Woodruff Arts Center       | Telarc             | [ ac ] |
| 15  | Leif Segerstam (2)  | Helsinki Philharmonic Orchestra (2)    | Tommi Hakala (1)        | Soile Isokoski (2)  | YL Male Voice Choir (5)                                  | 2007  | 77:56 | Finlandia Hall             | Ondine             | [ ad ] |
| 16  | Leon Botstein       | American Symphony Orchestra            | John Hancock            | Christiane Libor    | Bard Festival Chorus                                     | 2011L | 76:33 | Sosnoff Theater            | ASO                | [ ae ] |
| 17  | Sakari Oramo        | BBC Symphony Orchestra                 | Waltteri Torikka        | Johanna Rusanen (3) | Polytech Choir (2)                                       | 2015L | 71:36 | Royal Albert Hall          | BBC Music Magazine | [ af ] |
| 18  | Osmo Vänskä (2)     | Minnesota Orchestra                    | Tommi Hakala (2)        | Lilli Paasikivi (2) | YL Male Voice Choir (6)                                  | 2016L | 79:29 | Minneapolis Orchestra Hall | BIS                | [ ag ] |
| 19  | Thomas Dausgaard    | BBC Scottish Symphony Orchestra        | Benjamin Appl           | Helena Juntunen     | Lund University Male Voice Choir                         | 2018  | 73:14 | Glasgow City Halls         | Hyperion           | [ ah ] |
| 20  | Hannu Lintu         | Finnish Radio Symphony Orchestra (2)   | Ville Rusanen           | Johanna Rusanen (4) | Estonian National Male Choir (3) Polytech Choir (3)      | 2018  | 72:28 | Helsinki Music Centre      | Ondine             | [ ai ] |